# 2019冠狀病毒病澳門疫情之感染者社區門診
嚴重特殊傳染性肺炎澳門疫情防疫及醫療安排之感染者社區門診，介紹在嚴重特殊傳染性肺炎澳門疫情防疫及醫療安排中，於2022年12月8日至2023年1月中下旬實施“疫情防控過渡期應對預案”的其中一項措施，對快速抗原檢測或核酸檢測呈陽性人士進行治療，相關運作或服務模式與香港醫院管理局對嚴重特殊傳染性肺炎求診者服務的「指定診所」相似。

## 時序

### 疫情防控過渡期應對預案公佈
2022年12月8日，在疫情記者會上，社會文化司司長歐陽瑜表示，特區政府近兩個月已積極準備疫情防控過渡期應對預案，待國家公佈新政策時，經過適當調整，特區政府將推行各項措施。其中適應過渡期措施包括推開設感染者社區門診。同場的教育及青年發展局局長龔志明表示，將協助制定社區門診秩序和流程，對象為抗原或核檢陽性居民，陽性人士需先上載健康碼，再轉到社區門診網上平台填寫問卷評估，再分成三種情況，包括建議居家隔離、社區門診或醫院就診，須到社區門診人士可預約就診時間和地點，預約制度嚴格執行，陽性人士再接受核檢，由駐站醫生診症和開藥。他宣布由12月12日起先有三個社區門診站將試運轉，地點包括醫務界聯合總會綜合診所南岸花園、醫總青洲坊和氹仔運動場圓形地。
2022年12月9日，澳門醫務界聯合總會會長、澳門立法會間選議員陳亦立表示，醫總當時收到通知將增加多個社區門診，暫未知地點，正組織人手。而在當時絕大部分個案屬輕症或無症狀感染，社區門診能對症治療，若出現併發症或本身有慢性病，則會轉送醫院，相信澳門本地醫療資源能應付。
2022年12月10日，教育及青年發展局局長龔志明在疫情記者會上表示，社區門診開放時間為“朝十晚七”，採取嚴格預約制度，長者若不懂得使用網上平台，可到社區門診尋求協助。 另外，政府下週一起設八個接載點接，提供巴士予檢測陽性、但未具條件自行前往社區治療中心即澳門蛋的居民乘搭，稍後公布地點。相關社區門診於12月12日起試運，按市民需求相應增加，當局設有超過20個。

### 試運行階段
2022年12月12日，三間社區門診投入運作，各社區門診分別設有採樣室、中醫診室及西醫診室等。開放時間為上午10時至晚上7時。抗原快測或核酸檢測陽性的居民，可先在健康碼上載結果，然後轉到社區門診網上平台，通過自填問卷評估後分為四種情況，包括建議居家隔離、預約社區門診、前往社區治療中心，以及傳召救護車送往山頂醫院。社區門診站嚴格執行預約制度，居民按預約時間和使用健康碼入站，為抗原陽性的居民核酸檢測，並由駐站醫生診症和開藥。
試運行期間，因預約平台未開通，患者無需預約方可就診；而在12月14日當天預約平台開通後，感染者可居家隔離，社區門診就診人士將增多，醫生會根據病人的身體狀況及症狀處方藥物，若經評估有需要會安排送院或澳門蛋。
2022年12月13日，8間常規或戶外核酸檢測站停止運作，將於翌日（2022年12月14日）改用作感染者社區門診，供感染者就診使用。同日上午，新型冠狀病毒感染應變協調中心表示，位於凱泉灣巴士總站內的社區門診作調整將遷移至海事工房，其他社區門診的站點將會按疫情發展和居民需求動態調整。

### 正式運作
2022年12月14日，社區門診正式運作，並增加至8個。應變協調中心提醒，社區門診不包括向居民派發抗疫包的服務，而擬設於黑沙環青年活動中心的社區門診已移到黑沙環公園（近黑沙環衛生中心），擬設於凱泉灣的社區門診已移到海事工房。
2022年12月16日，社區門診調整服務，增加前澳門逸園賽狗場社區門診的診室數量；而醫總青洲坊社區門診同日起暫停運作。
2022年12月19日，新增前路環中葡學校作為社區門診，以便利離島居民前往就診。相關社區門診在投入運作後，將再新增巴士專線以便利居民。
2022年12月20日，新增前北區中葡小學、康公廟休憩區及白鴿巢公園3個社區門診，以及12月21日（星期三）起於南灣中巷（近英皇酒店）和原石排灣臨時衛生站增設社區門診。此外，應變協調中心不斷優化各區社區門診的應診能力，將在東方明珠街休憩區及氹仔運動場圓形地的社區門診增加診室以滿足居民需求。
2022年12月22日，增設望廈山房社區門診。此外，鏡湖醫院急診和科大醫院門診亦已開設自費的感染者就診服務以供巿民選擇。
2022年12月25日，應變協調中心公佈社區門診由12月12日運作至當時，社區門診站點由3個增加至15個，而前往社社區門診就診的居民，對比數天前最高峰約有3,800人，到近兩天就診人數已有回落跡象。另外，於同年12月26日增設蜆殼黑沙環油站後巷和南灣湖白帳篷社區門診。
2023年1月6日，暫停三間社區門診服務。
2023年1月13日，暫停5間社區門診和電話問診服務，以及暫停電視轉播社區門診輪候資訊。
2022年1月18日，應變協調中心經評估再暫停5個社區門診。為便利市民於春節期間的就診需要，4個分別位於澳門半島及離島的社區門診將維持服務。

### 停止運作
2023年1月20日，應變協調中心表示隨著疫情緩和，所有感染者社區門診停止運作，感染者可根據個人症狀，有需要時到衛生局轄下或其他私營醫療機構就診。

## 預約方式及安排
自2022年12月8日起，澳門特別行政區政府向全澳合資格人士發放“抗疫包”，居民可透過“抗疫包”或“保障快速抗原自我檢測試劑供應澳門居民計劃”取得抗原檢測試劑試備用，有症狀或成為密切接觸者時可按需要使用。由2022年12月14日起，居民如核酸結果陽性或快速抗原檢測發現陽性，須先通過“感染者自我評估及社區門診預約平台”進行自我評估，經評估後可按指引進行居家隔離、預約到“2019冠狀病毒病感染者社區門診”（下稱社區門診）或前往社區治療中心（澳門東亞運動會體育館A館）；若感染者當時處於危急情況，應立即致電999求助。有醫療需要的感染者，經社區門診或社區治療中心醫生評估，若判斷為有住院需要，可獲安排入住隔離治療酒店或醫院設施。隔離治療酒店按醫院住院標準收費；若感染者當時處於危急情況，應立即致電999求助。若長者等不能進行網上評估人士，可直接到感染者社區門診接受治療。居民如有需要，可致電感染者支援熱線（28 700 600）查詢。
經醫生評估沒有住院需要，取藥後可離開，但因個人特殊需要，可自行預約自費入住特定隔離酒店，按一般酒店標準收費。此外，對於持護照來澳的旅客，若到社區門診就醫，按200%收費（包括門診掛號費和藥費）。
2022年12月21日，新型冠狀病毒感染應變協調中心提醒，快速抗原檢測或核酸結果為陽性的人士，須先透過“感染者自我評估及社區門診預約平台”進行自我評估，倘被評估為須“預約感染者社區門診”的輕症狀感染者，將自動進入社區門診的預約介面供居民隨即進行預約就診。應變協調中心呼籲居民或年青人多關心家人，尤其長者的身體狀況，並儘量協助有輕症狀感染的長者預約社區門診，以免長者需長時間在外輪候。倘就診者達70歲以上，或就診兒童的陪同人達70歲以上，且未具條件在平台進行預約，可免預約到社區門診取籌輪候就診。
2022年12月31日起，將優化社區門診的服務，於自我評估平台加設社區門診西醫電話問診選項服務，電話問診時間為10:00至21:00。居民可憑短訊到社區門診取藥，取藥時間為：10:00-19:00可到所有社區門診取藥；19:00-22:00可到前澳門逸園賽狗場A、B站、氹仔運動場圓形地或石排灣臨時衛生站取藥；如需代領，代領人需出示身份證明文件正本、求診者之身份證明文件正本和健康碼截圖。持外地僱員身份認別證之人士或旅客需於現場付費。

## 感染證明書
因應在疫情防控過渡期期間，會在短時間內出現大量感染者，絕大部分感染者可自行在家治療而痊癒。為免感染者僅因需要取得醫生證明而就診，造成醫療服務擠兌，影響真正有就診需要人士的醫療服務，衛生局於2022年12月13日發出第631/A/SS/2022號公告，向感染者以自動化及電子化方式發出“2019冠狀病毒病感染證明書”。感染者透過該局設立的“感染者評估及社區門診預約系統”作出申報，系統會自動記錄，並發出短訊，短訊內有下載“感染證明書”連結，登入後可自行下載，當中載明居家治療的開始和結束日期，期間為由首次證實核酸或抗原檢測陽性起計5天。“感染證明書”上載有二維碼，掃描二維碼後可連結到衛生局網站顯示該證明書內容以判斷真偽；若感染者在第6天上午抗原檢測結果仍為陽性，可再上載抗原檢測結果及在網站上作出申報，以再取得2天居家治療的“感染者證明書”。在發出上述 5+2 天的證明書後，該名感染者在 90 天內不能再取得新的感染者證明書，倘期間居民有進一步醫療需要，可視病況到合適醫療機構就診。
2023年1月8日起，因應澳門疫情過渡期於1月8日起結束，自當日零時起取消感染者透過“自我評估及社區門診預約平台”以自動化及電子化方式取得“感染證明書”的措施；但若1月8日前已透過上述系統申請而未下載該證明書的人士則仍可繼續下載。

## 社區門診站點列表
| 實施日期                      | 區域     | 地點                                    | 備註                                                   |
| ----------------------------- | -------- | --------------------------------------- | ------------------------------------------------------ |
| 2022年12月12日至2023年1月18日 | 澳門半島 | 澳門醫務界聯合總會綜合診所 （南岸花園） |                                                        |
| 2022年12月12日-15日           | 澳門半島 | 醫總青洲坊                              |                                                        |
| 2022年12月12日                | 氹仔島   | 運動場圓形地                            | 戶外社區門診                                           |
| 2022年12月14日- 2023年1月6日  | 澳門半島 | 海事工房                                |                                                        |
| 2022年12月14日至1月13日       | 澳門半島 | 東方明珠街休憩區                        | 戶外社區門診                                           |
| 2022年12月14日至1月18日       | 澳門半島 | 黑沙環公園 （近黑沙環衛生中心）         | 戶外社區門診                                           |
| 2022年12月14日                | 澳門半島 | 前澳門逸園賽狗場                        | 2022年12月16日分為A、B區，2023年1月13日起暫停B區服務。 |
| 2022年12月14日至2023年1月13日 | 氹仔島   | 三家村                                  | 戶外社區門診                                           |
| 2022年12月19日- 2023年1月6日  | 路環島   | 前路環中葡學校                          |                                                        |
| 2022年12月20日- 2023年1月6日  | 澳門半島 | 前北區中葡小學                          |                                                        |
| 2022年12月20日至2023年1月13日 | 澳門半島 | 康公廟休憩區                            | 戶外社區門診                                           |
| 2022年12月20日至2023年1月18日 | 澳門半島 | 白鴿巢公園                              | 戶外社區門診                                           |
| 2022年12月21日至2023年1月13日 | 澳門半島 | 南灣中巷 （近英皇酒店）                 | 戶外社區門診                                           |
| 2022年12月21日                | 路環島   | 石排灣臨時衛生站                        |                                                        |
| 2022年12月22日至2023年1月18日 | 澳門半島 | 望廈山房                                |                                                        |
| 2022年12月26日至2023年1月18日 | 澳門半島 | 蜆殼黑沙環油站後巷                      | 戶外社區門診                                           |
| 2022年12月26日                | 澳門半島 | 南灣湖白帳篷                            | 戶外社區門診                                           |

## 運作情況
2022年12月21日，教育及青年發展局局長龔志明表示，目前14個社區門診站點共有45個診室，按居民需求，預約名額及地區分佈將不斷增加。目前預約暢順，平均每日有1,000人到社區門診就診。 不少聽衆關注社區門診的安排，有認為部分地區不足，有的認為過分接近民居或商舖。龔志明認為難兩全其美，又要就近居民看診，又要不阻礙居民生活的地點難覓。他以黑沙環東方明珠及黑沙環衛生中心旁的社區門診為例，兩站雖近民居及相隔不遠，但數據顯示，這兩個社區門診站的看診人數居於所有社區門診的前三位，顯示其重要性。若社區門診站點阻礙居民出入，希望居民諒解。對於高士德、新橋一帶欠缺社區門診，龔志明稱，社區門診已由最初的3處，增至12月22日共15處，針對需求較大如北區和舊區已增設更多社區門診。
另外有居民表示，氹仔一帶社區門診的位置，惟數量有限，建議當局覓點增加，更好更快疏導就診人流。得悉有輪候者要在門診外等上一小時，且沒有因應長幼給予特殊通道作分流，造成擁擠。冀當局盡快作出調整，為候診人士提供較舒適的輪候環境。有海外返澳人士表示，氹仔區雖設有社區門診為有需要人士提供方便，但沒有清晰表明是為紅碼人士而設。對於像她這樣的海歸人士，之前沒有收到任何訊息或指引，亦不懂如何預約，感覺不便，希望當局適時優化，加強宣傳，更好引導剛從海外回澳人士如何遵從當局相應指引。有居住在黑沙環一帶居民表示，自，黑沙環公園核檢站改作社區門診後，因過度靠近民居，對相鄰其他教育機構和商戶等造成極大影響，很多時導致大量輪候的染疫者在店舖門前聚集，對居民造成困擾和染疫風險，冀當局另覓選址，遷移至較適合的安全地點運作，如附近公園內，空間較開揚，通風更好，遠離居民為宜。另有居民表示患有高血壓的親人於前日出現發燒、咳嗽等疑似確診症狀，快測呈陰性，經評估後仍未能具有預約社區門診的資格，認為預約門診的篩選制度過嚴，且忽視病人的需求，加上相關熱線屢打不通，不滿意當局的安排，要求政府開放部分無需評估和預約的社區門診。

## 其他醫療機構應對發熱或2019冠狀病毒病感染者情況

### 衛生局
2022年12月21日，因應由非2019冠狀病毒病感染引起的發熱及呼吸道症狀就診者逐漸增多；而近日前往仁伯爵綜合醫院特別急診就診的感染者的人數亦逐步上升，為了向居民提供更適切的醫療服務，縮短居民在醫院急診室的輪候時間，衛生局於2022年12月22日起在澳門東亞運動會體育館（澳門蛋）C館增設（夜間）發熱門診，為非2019冠狀病毒病感染者服務；以及擴大仁伯爵綜合醫院特別急診，為2019冠狀病毒病感染者服務。

#### 社區治療中心
服務詳情方面，位於澳門蛋C館發熱門診服務時間為18:00-翌日01:00，服務對象為有發熱等不適症狀、但快速抗原或核酸檢測仍為陰性的人士，有需要使用服務的人士可直接前往，毋須預約，本地居民免費，外僱及旅客等則按相關規定付費。而陽性人士可預約到社區門診或前往澳門東亞運動會體育館A館（社區治療中心）求診。
2022年12月28日下午6時起，位於澳門蛋C館發熱門診暫停服務，應變協調中心呼籲患者若有需要可前往仁伯爵綜合醫院急診部就診。

#### 仁伯爵綜合醫院
仁伯爵綜合醫院方面，利用醫院核酸檢測站原址，擴大了感染者特別急診區域，目的是縮短感染者的輪候時間，與其他急診就診者分區域就診，以及避免影響危重症患者的救治服務。特別急診提供24小時服務，服務對象為病情危急且快速抗原或核酸檢測陽性的人士（包括成人和兒童），本地居民免費，外僱及旅客等則按相關規定付費。

### 鏡湖醫院
鏡湖醫院方面，由2022年12月22日起，為向病人提供適切便利的診療服務，提供發熱及2019冠狀病毒病感染病人線上診症門診便利服務；另外於2022年12月21日下午起本站急診室，設特別急診快速診室服務，專為發熱病人提供快速急診服務，縮短急診輪候時間。
2022年12月23日起，增加線上掛號的號源至200人次。求診者可透過 “鏡湖通”線上掛號，由醫生按掛號順序致電求診者問診，並將根據病情處方不多於 5天的藥物。鏡湖醫院呼籲求診者耐心等待及保持電話通暢，如遲遲未收到電話（掛號後超過4小時），可能因沒有更新電話資料或相關資料記錄不正確，請於辦公時間致電聯絡醫院。服務時間為09:00-18:00，該醫院建議病人委託親屬或朋友，憑求診者的門診號或二維碼，以及證件或證件副本到醫院代取藥。
2023年1月2日起，為發揮中醫藥在預防、治療、康復的獨特優勢和作用，方便居民診症取藥，減少在醫院等候時間，鏡湖醫院增設“2019冠狀病毒病中醫簡易門診”服務，服務時間為星期一至六08:00-13:00，地點在第一門診1樓臨時診室，相關人士可通過“鏡湖通”線上掛號或現場掛號就診。

### 科大醫院
2022年12月22日，科大醫院門診亦已開設自費2019冠狀病毒病感染者就診服務以供巿民選擇。

## 外部連結
- 澳門特別行政區政府新型冠狀病毒感染應變協調中心疫情專頁 （页面存档备份，存于） - 疾病預防控制中心 (澳門)
- 澳門特別行政區政府新型冠狀病毒感染應變協調中心疫情專頁 （页面存档备份，存于）  - 疾病預防控制中心 (澳門)
- 澳門衛生局快速抗原檢測結果申報平台 （页面存档备份，存于）
- 感染者自我評估及社區門診預約平台 （页面存档备份，存于）

## 備註
1. ↑  原設置於凱泉灣巴士總站
2. ↑  原設置於黑沙環青年活動中心